# Enrico Polito
Enrico Polito, pseudonimo di Federico Polito (Reggio Calabria, 1932 – Roma, 1998), è stato un musicista, cantante, arrangiatore e produttore discografico italiano.

## Biografia
Pianista, si trasferisce a Roma in giovane età, dove collabora con Domenico Modugno, Rita Pavone (per la quale scrive Come te non c'è nessuno), Mina, Ornella Vanoni (per la quale scrive Cercami).
Nel 1966 è scopritore di Massimo Ranieri e quindi suo autore/arrangiatore del repertorio più noto, tra cui Rose rosse, Vent'anni, Via del Conservatorio ed Erba di casa mia.
Nel 1978 fonda la sua etichetta discografica Pom Record, con la quale produce I POM, gruppo pop italiano, autore insieme al Maestro Polito di svariati brani di buon successo, tra cui Soccer Supporter, sigla di TG2 Diretta Sport di Rai 2. I Pom furono il primo gruppo a firmare un contratto discografico, per l’etichetta del grande maestro.
Autore di 239 canzoni (anche insieme a Giancarlo Bigazzi, Franco Migliacci, Totò Savio), direttore d'orchestra, arrangiatore, produttore.
Come cantante solista incise vari 45 giri, tra i quali Dalla mia finestra sul cortile (1961), Indovina (1962), Sotto il sole (1963). Nel 1963 vinse anche il Burlamacco d'oro con Non ho pietà.

## Discografia

### Singoli
- 1961 - Dalla mia finestra sul cortile/Il tempo si è fermato (Galleria del Corso, GC 019)
- 1961 - Due cerchi/Quando finisce un amore (Galleria del Corso, GC 043)
- 1962 - Attenta a te/Che nostalgia la sera (RCA Italiana, PM45-3161)
- 1962 - Sotto il sole/Che sete (RCA Italiana, PM45-3205)

## Canzoni scritte da Enrico Polito
| Anno | Titolo                         | Autori del testo                 | Autori della musica             | Interpreti                        |
| ---- | ------------------------------ | -------------------------------- | ------------------------------- | --------------------------------- |
| 1959 | Non restare tra gli angeli     | Domenico Modugno                 | Enrico Polito e Gianni Meccia   | Nicola Arigliano                  |
| 1960 | Notte lunga notte              | Franco Migliacci                 | Enrico Polito                   | Domenico Modugno                  |
| 1961 | Indovina, indovina             | Franco Migliacci                 | Enrico Polito                   | Rosario Borelli                   |
| 1961 | Dove c'era una volta           | Gianni Meccia e Franco Migliacci | Enrico Polito                   | Gianni Meccia                     |
| 1962 | Attento a te                   | Franco Migliacci                 | Enrico Polito                   | Donatella Moretti, Ornella Vanoni |
| 1962 | Quando finisce un amore        | Leo Chiosso                      | Enrico Polito                   | Teddy Reno                        |
| 1963 | Sotto il sole                  | Carlo Rossi e Mogol              | Enrico Polito                   | Enrico Polito                     |
| 1963 | Quando in cielo la luna        | Carlo Rossi                      | Enrico Polito                   | Los Hermanos Rigual               |
| 1963 | Che sete                       | Carlo Rossi e Mogol              | Enrico Polito                   | Enrico Polito                     |
| 1963 | Come te non c'è nessuno        | Franco Migliacci                 | Enrico Polito e Oreste Vassallo | Rita Pavone                       |
| 1964 | Sei un bravo ragazzo           | Franco Migliacci                 | Enrico Polito                   | Gigliola Cinquetti                |
| 1964 | Ti ricordo col bikini          | Franco Migliacci                 | Enrico Polito                   | Gianni Morandi                    |
| 1965 | I tuoi anni più belli          | Mogol-Mimma Gaspari              | Enrico Polito                   | Iva Zanicchi e Gene Pitney        |
| 1967 | È più forte di me              | Tony Del Monaco                  | Enrico Polito                   | Tony Del Monaco e Betty Curtis    |
| 1969 | Se bruciasse la città          | Giancarlo Bigazzi                | Totò Savio ed Enrico Polito     | Massimo Ranieri                   |
| 1969 | Arrivederci a forse mai        | Giancarlo Bigazzi                | Enrico Polito                   | Sergio Leonardi                   |
| 1969 | Rita                           | Giancarlo Bigazzi                | Totò Savio ed Enrico Polito     | Massimo Ranieri                   |
| 1970 | Sogno d'amore                  | Giancarlo Bigazzi                | Enrico Polito                   | Massimo Ranieri                   |
| 1970 | Vent'anni                      | Giancarlo Bigazzi                | Totò Savio ed Enrico Polito     | Massimo Ranieri                   |
| 1970 | Le braccia dell'amore          | Giancarlo Bigazzi                | Totò Savio ed Enrico Polito     | Massimo Ranieri                   |
| 1970 | Peccato perderti               | Giancarlo Bigazzi                | Totò Savio ed Enrico Polito     | Simona Faggio                     |
| 1970 | Pericolo                       | Giancarlo Bigazzi                | Totò Savio ed Enrico Polito     | Simona Faggio                     |
| 1970 | Serenata                       | Giancarlo Bigazzi                | Totò Savio ed Enrico Polito     | Tony Del Monaco e Claudio Villa   |
| 1971 | Via del conservatorio          | Giancarlo Bigazzi                | Totò Savio ed Enrico Polito     | Massimo Ranieri                   |
| 1971 | L'amore è un attimo            | Giancarlo Bigazzi                | Totò Savio ed Enrico Polito     | Massimo Ranieri                   |
| 1971 | Momento                        | Giancarlo Bigazzi                | Totò Savio ed Enrico Polito     | Massimo Ranieri                   |
| 1972 | Erba di casa mia               | Giancarlo Bigazzi                | Totò Savio ed Enrico Polito     | Massimo Ranieri                   |
| 1972 | Ti ruberei                     | Giancarlo Bigazzi                | Totò Savio ed Enrico Polito     | Massimo Ranieri                   |
| 1972 | L'infinito                     | Giancarlo Bigazzi                | Totò Savio ed Enrico Polito     | Massimo Ranieri                   |
| 1972 | Chi sarà con te                | Giancarlo Bigazzi                | Totò Savio ed Enrico Polito     | Massimo Ranieri                   |
| 1972 | Domenica domenica              | Franco Califano                  | Totò Savio ed Enrico Polito     | Massimo Ranieri                   |
| 1973 | Amanti ed angeli               | Giancarlo Bigazzi                | Totò Savio ed Enrico Polito     | Loretta Goggi                     |
| 1979 | I Pom travestono Enrico Polito | Enrico Polito                    | I Pom                           |                                   |
| 1980 | Soccer Supporter               | Enrico Polito                    | Carlo Mezzano                   | I Pom                             |
| 1981 | Io son così                    | Enrico Polito                    | Giancarlo Borrelli              | I Pom                             |